# 姚敔
姚敔（？—？），安徽人，清朝政治人物。监生出身。
嘉庆二十四年（1819年），擔任清朝廣州府新安縣知縣。后由鄧寅春接任。